# スプーン (バンド)
スプーン (Spoon) は、アメリカ、テキサス州オースティン出身のインディー・ロック・バンド。1993年、ブリット・ダニエルとジム・イーノによって結成され、その後はアレックス・フィッシェルとジェラルド・ラリオスとベン・トロカンを加えた5人で活動している。バンド名の由来はドイツのバンド、カンの曲名から。1996年、『Telephono』でのアルバム・デビュー以来、2020年現在までにアルバム9枚をリリースしている。

## メンバー

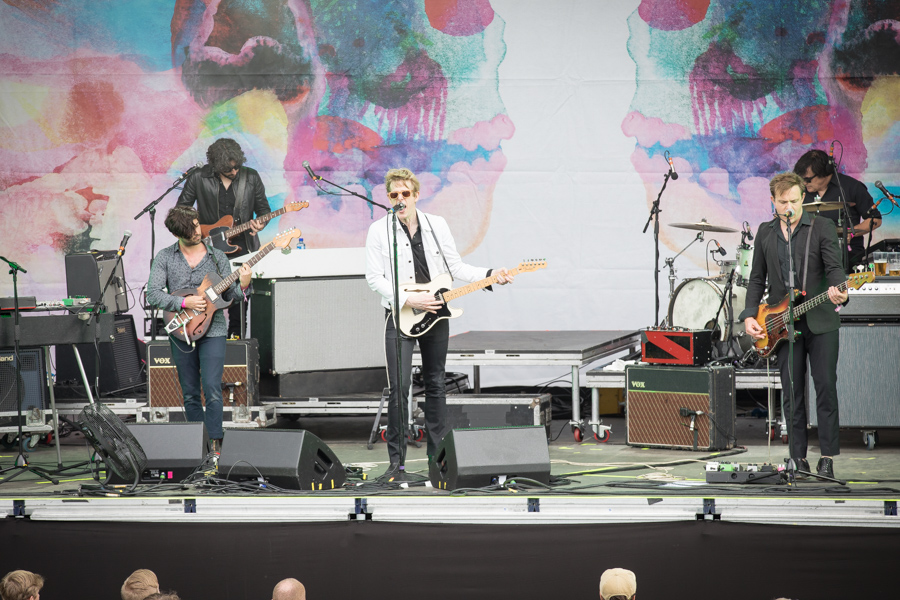
ライブで演奏するバンド（2017年）

- ブリット・ダニエル (Britt Daniel) - ボーカル、ギター (1993年 -)
- ジム・イーノ (Jim Eno) - ドラム (1993年 -)
- アレックス・フィッシェル (Alex Fischel) - キーボード、ギター、ボーカル (2013年 -)
- ジェラルド・ラリオス (Gerardo Larios) - ギター、キーボード、ボーカル (2019年 -) ※2017年から2019年までツアーメンバー
- ベン・トロカン (Ben Trokan) - ベース、キーボード (2021年 -) ※2019年から2021年までツアーメンバー

元メンバー
- エリック・ハーヴェイ (Eric Harvey) - キーボード、ギター、パーカッション、ボーカル (2004年 - 2017年)
- ロブ・ポープ (Rob Pope) - ベース (2006年 - 2019年)

## ディスコグラフィ

### アルバム
- Telephono (1996年、マタドール) ※2006年、マージより再発
- A Series of Sneaks - シリーズ・オブ・スニークス (1998年、エレクトラ) ※2002年、マージより再発
- Girls Can Tell (2001年、マージ)
- Kill the Moonlight (2002年、マージ)
- Gimme Fiction - ギミー・フィクション (2005年、マージ) ※全米44位
- Ga Ga Ga Ga Ga - ガ・ガ・ガ・ガ・ガ (2007年、マージ) ※全米10位[3]
- Transference - トランスファレンス (2010年、マージ) ※全米4位[3]
- They Want My Soul (2014年、Loma Vista) ※全米4位
- Hot Thoughts (2017年、マタドール) ※全米17位
- Lucifer on the Sofa (2022年予定、マタドール)[4]

### EP
- Nefarious (1994年、Fluffer)
- Soft Effects (1997年、マタドール) ※2006年、マージより再発
- Love Ways (2000年、マージ)
- Don't You Evah (2008年、マージ)
- Got Nuffin (2009年、マージ)

## 来日公演
- 2008年
  - 2月6日 東京 代官山UNIT
  - 7月25日 新潟 苗場スキー場 - Fuji Rock Festival
- 2017年
  - 3月20日 東京 タワーレコード新宿 （ブリット・ダニエルによるインストアイベント）